# Marcio Corleta
Marcio Corleta (Porto Alegre, 15 de setembro de 1975) é um lutador e professor de jiu-jitsu brasileiro e de MMA.

## Biografia
Márcio Carvalho Corleta é filho de Alfredo Ayub Corleta e Glaci Carvalho Corleta.
Em 1993 ingressou no jiu-jitsu, descobrindo um estilo de vida diferente. No ano seguinte, 1994, conquistou seu primeiro título nacional. Ainda, como faixa azul, foi incentivado a montar sua primeira academia, dedicando-se inteiramente ao jiu-jitsu.
Em 1997 conquistou títulos importantes, como o bicampeonato brasileiro e dois vice-campeonatos mundiais (1997/1999). Em outubro de 1999 foi graduado faixa preta pelos professores Sylvio Behring e Maurição, passando a fazer parte de uma restrita elite que tem o privilégio de lecionar o jiu-jitsu.
Em 2001, o professor Márcio Corleta sagrou-se campeão mundial de jiu-jitsu como faixa preta. Em 2006 Marcio recebeu o titulo de Honra Atlética da Câmara Municipal de Porto Alegre. Também em 2006 Marcio realiza sua segunda luta de MMA e primeira no Brasil, finalizando em apenas três minutos.

## Linhagem
Mitsuyo Maeda > Carlos Gracie > Helio Gracie > Alvaro Barreto > Sylvio Behring  > Marcio Corleta

## Títulos de jiu-jitsu

### Campeonato Mundial de Jiu-Jitsu (CBJJ-IBJJF)
| Ano  | Faixa           | Peso        | Resultado |
| 2016 | Preta - Master  | Pesadissimo | 1º Lugar  |
| 2013 | Preta - Master  | Pesadissimo | 1º Lugar  |
| ---- | --------------- | ----------- | --------- |
| 2005 | Preta- Adulto   | Pesadissimo | 2º Lugar  |
| 2001 | Preta - Adulto  | Pesadissimo | 1º Lugar  |
| 1999 | Marrom - Adulto | Pesadissimo | 2º Lugar  |
| 1997 | Roxa - Adulto   | Pesado      | 2º Lugar  |

### Campeonato Pan-Americano de Jiu-Jitsu (CBJJ)
| Ano  | Faixa | Peso        | Resultado |
| ---- | ----- | ----------- | --------- |
| 2009 | Preta | Pesadissimo | 1º Lugar  |
| 2004 | Preta | Pesadissimo | 2º Lugar  |

### Copa do Mundo de Jiu-Jitsu (CBJJO)
| Ano  | Faixa | Peso        | Resultado |
| ---- | ----- | ----------- | --------- |
| 2004 | Preta | Pesadissimo | 1º Lugar  |

## Cartel no MMA
| Data                 | Resultado | Recorde | Oponente      | Evento                             | Método                  | Round | Tempo | Local                   |
| 11 de agosto de 2006 | Vitória   | 2-0     | Silvão Santos | Predador Fight Championship 2      | Finalização (Triangulo) | 1     | 3:03  | São Paulo, SP, Brasil   |
| 21 de junho de 2003  | Vitória   | 1-0     | Chris Peak    | II ART OF WAR – MIXED MARTIAL ARTS | Finalização (Armlock)   | 1     | 0:47  | Kalispell, Montana, EUA |